# Unió Patriòtica - Democristians Lituans
Unió Patriòtica - Democristians Lituans (lituà Tėvynės Sąjunga - Lietuvos Krikščionys Demokratai, TS-LKD) que abans de 2008 es deia Unió Patriòtica (Conservadors, Presos Polítics i Exiliats Democristians), és un partit polític de Lituània.

## Història
La Unió Patriòtica va ser fundada el maig de 1993 per l'ala dretana del Sąjūdis, dirigit pel líder nacional Vytautas Landsbergis. El seu actual líder és l'expresident i ara actual primer ministre Andrius Kubilius. És un partit de centredreta, conservador, i demòcrata cristià, i membre del Partit Popular Europeu (PPE) i de la Unió Demòcrata Internacional (UDI).
A les eleccions legislatives lituanes de 1996 va aconseguir el 40% dels vots i 70 diputats al Seimas. Després de la dimissió de Rolandas Paksas a finals de 1999 com a primer ministre de Lituània en no poder aconsguir millors condicions per transferir el control de la principal refineria de petroli del país a Williams International d'Amèrica, Kubilius va esdevenir primer ministre formant un govern de coalició d'Unió Patriòtica i el Partit Democristià Lituà, que va servir fins a les eleccions legislatives lituanes de 2000, en què Paksas va aconseguir tornar a ser primer ministre. tot i que el seu suport es va reduir al 8,6% i 9 diputats. Després de l'ingrés de Lituània a la Unió Europea va obtenir dos diputats a les eleccions europees de 2004 (un dels quals és Vytautas Landsbergis) que s'asseuen al Grup PPE-DE. A les eleccions legislatives de 2004 va obtenir el 14,6% dels vots i 25 diputats.
Fins a la fusió amb la Unió de Presos Polítics i Exiliats i Democristians (no Democristians Lituans) era conegut com a Unió Patriòtica (Conservadors Lituans). L'últim canvi de nom va ser el resultat de la fusió amb la Unió Nacional de Lituània l'11 de març de 2008, i els Democristians Lituans el 17 de maig de 2008, després de les quals la Unió Patriòtica - Democristians Lituans va esdevenir el partit més gran amb més de 18.000 membres.
En les eleccions legislatives lituanes de 2008 va obtenir el 19,69% dels vots i 45 escons al Seimas, 20 més que en les eleccions de 2004, continua sent el partit més gran de Lituània i va esdevenir el principal partit representat al Parlament, formant un govern de coalició juntament amb el Moviment dels Liberals de la República de Lituània i el Partit de la Resurrecció Nacional. El seu líder Andrius Kubilius fou nomenat primer ministre per un segon mandat.
El suport al partit va disminuir a les eleccions legislatives lituanes de 2012 i va ser exclòs del govern d'Algirdas Butkevičius per moltes decisions impopulars preses durant el seu govern, i a la impopularitat de Kubilius. A les eleccions al Parlament Europeu de 2014, el partit va aconseguir derrotar per un marge estret als seus principals competidors, el Partit Socialdemòcrata de Lituània. Després de les eleccions municipals de 2015, Andrius Kubilius va renunciar a la posició de líder del partit.
El 25 d'abril de 2015, Gabrielius Landsbergis va ser escollit com a president de la Unió de la Patria, derrotant a l'expresidenta del Seimas Irena Degutienė.
Com que cap partit o coalició electoral va aconseguir la majoria absoluta a les eleccions legislatives lituanes de 2020 es va formar un govern de coalició. El 15 d'octubre, quatre dies després de la primera volta, els líders de la Unió Patriòtica - Democristians Lituans, el Moviment Liberal i el Partit de la Llibertat formar un govern de coalició encapçalat com a primera ministra per Ingrida Šimonytė, que va prendre possessió del càrrec el 25 de novembre de 2020.
L'endemà de la segona volta de les eleccions legislatives lituanes de 2024, en què el partit va treure mals resultats, Landsbergis va anunciar la seva renúncia com a líder de la Unió Patriòtica i com a membre de la propera Seimas, i Radvilė Morkūnaitė-Mikulėnienė va esdevenir la líder interina del partit fins que el 9 de febrer de 2025, Laurynas Kasčiūnas en fou escollit.

## Resultats electorals

### Seimas
| Elecció | Líder                  | Vots    | %          | Escons   | +/– | Govern   |
| ------- | ---------------------- | ------- | ---------- | -------- | --- | -------- |
| 1996    | Vytautas Landsbergis   | 409,585 | 31.3 (#1)  | 70 / 141 | 70  | Coalició |
| 2000    | Vytautas Landsbergis   | 126,850 | 8.6 (#5)   | 9 / 141  | 61  | Oposició |
| 2004    | Andrius Kubilius       | 176,409 | 14.8 (#2)  | 25 / 141 | 16  | Oposició |
| 2008    | Andrius Kubilius       | 243,823 | 19.7 (#1)  | 45 / 141 | 20  | Coalició |
| 2012    | Andrius Kubilius       | 206,590 | 15.0 (#2)  | 33 / 141 | 12  | Oposició |
| 2016    | Gabrielius Landsbergis | 276,275 | 22.6 (#2)  | 31 / 141 | 2   | Oposició |
| 2020    | Gabrielius Landsbergis | 292,124 | 25.8 (#1)  | 50 / 141 | 19  | Coalició |
| 2024    | Gabrielius Landsbergis | 224,026 | 18.35 (#2) | 28 / 141 | 22  | Oposició |

### Parlament Europeu
| Any           | Líder                  | Vots    | %          | Escons | +/– | Grup   |
| ------------- | ---------------------- | ------- | ---------- | ------ | --- | ------ |
| 2004          | Vytautas Landsbergis   | 151,400 | 12.6 (#3)  | 2 / 13 |     | EPP-ED |
| 2009          | Vytautas Landsbergis   | 147,756 | 26.2 (#1)  | 4 / 12 | 2   | EPP    |
| 2014          | Gabrielius Landsbergis | 199,393 | 17.4 (#1)  | 2 / 11 | 2   | EPP    |
| 2019          | Liudas Mažylis         | 248,736 | 19.7 (#1)  | 3 / 11 | 1   | EPP    |
| 2020 (Brexit) |                        |         |            | 4 / 11 | 1   | EPP    |
| 2024          | Andrius Kubilius       | 144,525 | 21.33 (#1) | 3 / 11 | 1   | EPP    |